# یوریوزان (شهر)
شهر یوریوزان (به روسی: Юрюзань) در کشور روسیه و در اوبلاست چلیابینسک واقع شده‌است.